# Parlamentswahl in Estland 2023
- SDE: 9
- K: 16
- E200: 14
- RE: 37
- I: 8
- EKRE: 17

- Regierung: 65
- Opposition: 36

Die Parlamentswahl in Estland 2023 fand am 5. März 2023 statt. Es war die Wahl zur 15. Legislaturperiode des estnischen Parlaments (Riigikogu).
Die liberale Estnische Reformpartei wurde zum fünften Mal in Folge stärkste Partei und konnte mit einem Rekordergebnis über ein Drittel der Mandate erringen. Dahinter wurde nun die rechtspopulistische EKRE Zweite, nachdem die oppositionelle Estnische Zentrumspartei erhebliche Verluste erlitt. Neu im Parlament vertreten ist die erst 2018 gegründete sozialliberale Partei Eesti 200, die ihren Stimmenanteil grob verdreifachen konnte. Die Isamaa und SDE als bisherige Regierungspartner schafften es mit leichten Verlusten ebenfalls wieder ins Parlament. Erstmals bei einer estnischen Parlamentswahl gaben mehr Wähler ihre Stimme online ab als in der Wahlkabine.
Nach der Wahl ging die Reformpartei eine Dreier-Koalition mit Eesti 200 sowie der SDE ein und bildete fortan das Kabinett K. Kallas III.

## Wahlsystem

### Ablauf der Wahl
Das Ein-Kammer-Parlament (estnisch Riigikogu; wörtlich: „Staatsversammlung“) wird für die Dauer von vier Jahren gewählt. Das Parlament hat nach der estnischen Verfassung 101 Abgeordnete.
Wahlberechtigt sind alle estnischen Staatsangehörigen, die am Wahltag mindestens 18 Jahre alt sind. Gewählt werden kann jeder estnische Staatsangehörige, der am letzten Tag der Meldefrist für Kandidaten mindestens 21 Jahre alt ist.
Die Wahl findet nach dem Verhältniswahlrecht statt. Es gilt die Fünf-Prozent-Hürde.

### Wahlkreise
Um eine regionale Streuung der Abgeordneten zu gewährleisten, ist das Land in zwölf Mehrpersonen-Wahlkreise (valimisringkonnad) eingeteilt, in denen zwischen 5 und 15 Abgeordnete gewählt wurden:

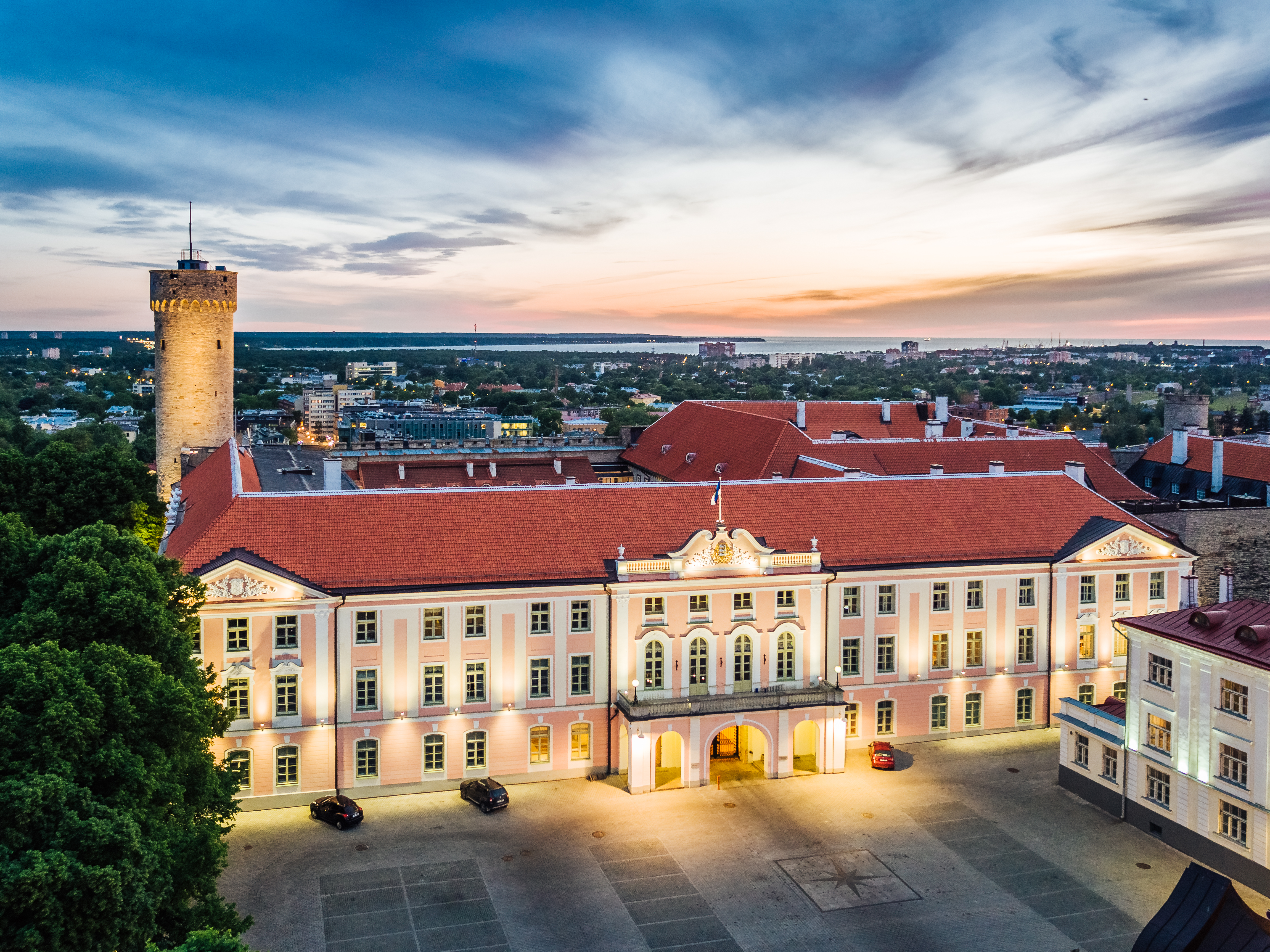
Blick auf das Hauptportal des estnischen Parlaments in Tallinn

| #  | Wahlkreis                                         | Sitze | Karte |
| -- | ------------------------------------------------- | ----- | ----- |
| 1  | Haabersti, Põhja-Tallinn und Kristiine in Tallinn | 10    |       |
| 2  | Kesklinn, Lasnamäe und Pirita in Tallinn          | 13    |       |
| 3  | Mustamäe und Nõmme in Tallinn                     | 8     |       |
| 4  | Kreis Harju (ohne Tallinn) und Kreis Rapla        | 15    |       |
| 5  | Hiiumaa, Kreis Lääne und Saaremaa                 | 6     |       |
| 6  | Kreis Lääne-Viru                                  | 5     |       |
| 7  | Kreis Ida-Viru                                    | 7     |       |
| 8  | Kreis Järva und Kreis Viljandi                    | 7     |       |
| 9  | Kreis Jõgeva und Kreis Tartu (ohne Stadt Tartu)   | 7     |       |
| 10 | Stadt Tartu                                       | 8     |       |
| 11 | Kreis Võru, Kreis Valga und Kreis Põlva           | 8     |       |
| 12 | Kreis Pärnu                                       | 7     |       |

## Ausgangslage
Nach der Wahl 2019 waren fünf Parteien im estnischen Parlament vertreten. Die liberale Reformpartei blieb stärkste Fraktion im Parlament und konnte die Anzahl ihrer Sitze erhöhen. Nach zuletzt 30 war sie diesmal mit 34 Abgeordneten vertreten, wobei die absoluten Zugewinne bei den Wählerstimmen allerdings relativ gering ausfielen.
Zweitstärkste Partei wurde wieder die bisher regierende Zentrumspartei. Die Partei musste allerdings vor allem bei ihrer traditionellen Wählerschaft, der russischsprachigen Bevölkerung, Stimmverluste hinnehmen, da diese zum Teil nicht mehr zur Wahl ging. In den Tallinner Stadtteilen mit starker russischsprachiger Bevölkerung und im russisch geprägten Kreis Ida-Viru blieb die Zentrumspartei aber auch diesmal wieder stärkste politische Kraft.
Drittstärkste Kraft wurde die Estnische Konservative Volkspartei, die ihre Stimmenanzahl mehr als verdoppeln konnte. Die Partei hatten dabei vor allem mit ihren nationalen, erzkonservativen und populistischen Positionen sowie als Protestpartei (vor der Wahl hatten die meisten anderen Parteien eine Zusammenarbeit ausgeschlossen) Wähler dazugewinnen können. Ihr gelang es, 19 Parlamentssitze zu erreichen.
Die bisher mitregierende konservative Vaterlandspartei Isamaa musste leichte Verluste hinnehmen. Nachdem sie im Vorfeld der Wahl zunächst um den Wiedereinzug in das Parlament zittern musste, hatte sie in den letzten Monaten vor der Wahl zum Beispiel mit der Ablehnung des UN-Migrationspakts unter anderem im nationalkonservativen Lager noch einmal Stimmen holen können. Der Wiedereinzug ins Parlament gelang somit schließlich mit 12 Sitzen.
Der zweite bisherige Koalitionspartner, die Sozialdemokraten, musste deutliche Verluste in der Wählergunst hinnehmen und wurde mit 10 Sitzen zur kleinsten noch im Parlament vertretene Kraft. Die Partei selber begründete die Verluste vor allem mit der Konkurrenz durch die neu gegründete Partei Eesti 200, die ihrerseits den Einzug ins Parlament knapp verpasste.

### Regierungsbildung
Nachdem die Reformpartei die meisten Sitze gewonnen hatte, übernahm sie die Führung bei der Bildung einer neuen Regierung. Deren Vorsitzende Kaja Kallas versuchte eine Dreierkoalition mit der Vaterlandspartei (Isamaa) und der Sozialdemokratischen Partei oder eine Zweierkoalition mit der Zentrumspartei. Dies scheiterte an inhaltlichen Differenzen. Ministerpräsident wurde Jüri Ratas von der Zentrumspartei, der mit der Isamaa und der Volkspartei (EKRE) koalierte. Im Januar 2021 trat Ratas zurück und Kallas bildete zunächst eine Koalition mit der Zentrumspartei, die im Juni 2022 zerbrach (Kabinett K. Kallas I). Anschließend formierte sich eine Koalition von Reformpartei, Vaterlandspartei und Sozialdemokraten (Kabinett K. Kallas II).

## Parteien
| Partei                                                                 | Kürzel | EU-Fraktion                                              | Politische Ausrichtung                        | Ergebnis 2019 | Mandate         |
| ---------------------------------------------------------------------- | ------ | -------------------------------------------------------- | --------------------------------------------- | ------------- | --------------- |
| Estnische Reformpartei (Eesti Reformierakond)                          | RE     | Renew Europe                                             | Liberalismus                                  | 28,9 %        | 34              |
| Estnische Zentrumspartei (Eesti Keskerakond)                           | K      | Renew Europe                                             | Sozialliberalismus Sozialpopulismus           | 23,1 %        | 26 (zuletzt 23) |
| Estnische Konservative Volkspartei (Eesti Konservatiivne Rahvaerakond) | EKRE   | Fraktion Identität und Demokratie                        | Nationalkonservatismus Rechtspopulismus       | 17,8 %        | 19              |
| Vaterland (Isamaa)                                                     | I      | Fraktion der Europäischen Volkspartei (Christdemokraten) | Konservatismus Christdemokratie               | 11,4 %        | 12 (zuletzt 11) |
| Sozialdemokratische Partei (Sotsiaaldemokraatlik Erakond)              | SDE    | Fraktion der Progressiven Allianz der Sozialdemokraten   | Sozialdemokratie                              | 9,8 %         | 10 (zuletzt 9)  |
| Die Rechten (Parempoolsed)                                             | P      | –                                                        | Wirtschaftsliberalismus Liberalkonservatismus | –             | (zuletzt 1)     |

| Partei                                                               | Kürzel | Politische Ausrichtung                         | Ergebnis 2019 |
| -------------------------------------------------------------------- | ------ | ---------------------------------------------- | ------------- |
| Estland 200 (Eesti 200)                                              | E200   | Sozialliberalismus Wirtschaftsliberalismus     | 4,4 %         |
| Estlands Grüne Partei (Erakond Eestimaa Rohelised)                   | EER    | Grüne Politik Sozialliberalismus               | 1,8 %         |
| Estländische Vereinigte Linkspartei (Eestimaa Ühendatud Vasakpartei) | EÜVP   | Demokratischer Sozialismus Minderheitenpolitik | 0,1 %         |

## Umfragen

### Letzte Umfragen
| Institut                             | Datum      | RE     | K      | EKRE   | I      | SDE    | E200   | EE    | P     | Sonstige |
| ------------------------------------ | ---------- | ------ | ------ | ------ | ------ | ------ | ------ | ----- | ----- | -------- |
| Parlamentswahl 2023                  | 05.03.2023 | 31,2 % | 15,3 % | 16,1 % | 8,2 %  | 9,3 %  | 13,3 % | -     | 2,3 % | 4,4 %    |
| Kantar Emor                          | 02.03.2023 | 29,0 % | 16,0 % | 14,3 % | 7,2 %  | 11,5 % | 15,3 % | 2,2 % | 2,4 % | 2,1 %    |
| RAIT Faktum & Ariko                  | 27.02.2023 | 24 %   | 17 %   | 22 %   | 8 %    | 8 %    | 13 %   | 2 %   | 1 %   | 5 %      |
| Norstat                              | 20.02.2023 | 29,0 % | 17,9 % | 21,7 % | 10,3 % | 6,6 %  | 9,7 %  | 2,2 % | 1,3 % | 1,3 %    |
| Parlamentswahl 2019                  | 03.03.2019 | 28,9 % | 23,1 % | 17,8 % | 11,4 % | 9,8 %  | 4,4 %  | 1,2 % | –     | 3,4 %    |
| Quelle: Wahlumfragen auf politpro.eu |            |        |        |        |        |        |        |       |       |          |

### Ältere Umfragen
| Institut            | Datum              | R      | K      | EKRE   | I      | SDE    | E200   | EER   | Sonst.                  |
| ------------------- | ------------------ | ------ | ------ | ------ | ------ | ------ | ------ | ----- | ----------------------- |
| Kantar Emor         | 22. Februar 2023   | 28,2 % | 13,9 % | 18,1 % | 9,1 %  | 10,4 % | 13,5 % | 2,9 % | 3,8 % (P: 2,2 %)        |
| Norstat             | 20. Februar 2023   | 29,0 % | 17,9 % | 21,7 % | 10,3 % | 6,6 %  | 9,7 %  | 2,2 % | 2,6 % (P: 1,3 %)        |
| Kantar Emor         | 16. Februar 2023   | 31,0 % | 16,2 % | 17,2 % | 7,3 %  | 8,6 %  | 13,4 % | 2,5 % | 3,8 % (P: 2,1 %)        |
| Norstat             | 13. Februar 2023   | 27,5 % | 20,6 % | 21,1 % | 8,4 %  | 7,1 %  | 10,2 % | 1,6 % | 3,5 % (P: 1,7 %)        |
| Kantar Emor         | 9. Februar 2023    | 31,8 % | 15,8 % | 18,6 % | 8,8 %  | 8,0 %  | 12,1 % | 2,7 % | 2,2 % (P: 1,8 %)        |
| Norstat             | 30. Januar 2023    | 27,7 % | 19,5 % | 21,5 % | 7,8 %  | 6,7 %  | 13,0 % | 1,4 % | 2,4 % (P: 1,3 %)        |
| Kantar Emor         | 26. Januar 2023    | 31,5 % | 16,0 % | 19,1 % | 5,6 %  | 7,6 %  | 12,4 % | 2,9 % | 4,9 % (P: 2,0 %)        |
| Norstat             | 23. Januar 2023    | 31,7 % | 21,3 % | 18,4 % | 5,4 %  | 7,7 %  | 12,5 % | 1,1 % | 1,9 % (P: 1,4 %)        |
| Norstat             | 16. Januar 2023    | 30,4 % | 17,8 % | 20,0 % | 8,3 %  | 9,5 %  | 10,7 % | 2,3 % | 1 % (P: 0,7 %)          |
| Kantar Emor         | 11. Januar 2023    | 28 %   | 18 %   | 21 %   | 7 %    | 10 %   | 11 %   | 3 %   | 2 % (P: 1 %)            |
| Norstat             | 9. Januar 2023     | 34,2 % | 16,9 % | 23,3 % | 4,8 %  | 8,4 %  | 9,2 %  | 2,2 % | 1,0 % (P: 0,6 %)        |
| Norstat             | 27. Dezember 2022  | 31,0 % | 16,5 % | 22,8 % | 9,1 %  | 5,6 %  | 10,6 % | 2,1 % | 2,3 % (P: 1,2 %)        |
| Norstat             | 19. Dezember 2022  | 31,5 % | 15,2 % | 24,6 % | 6,5 %  | 7,7 %  | 9,6 %  | 2,1 % | 2,8 % (P: 0,4 %)        |
| Kantar Emor         | 16. Dezember 2022  | 30 %   | 16 %   | 18 %   | 8 %    | 9 %    | 14 %   | 3 %   | 2 % (P: 1 %)            |
| Norstat             | 12..2022           | 31,3 % | 15,1 % | 27,1 % | 8,3 %  | 6,0 %  | 8,6 %  | 1,4 % | 2,2 % (P: 0,8 %)        |
| Norstat             | 5. Dezember 2022   | 34,0 % | 15,5 % | 24,0 % | 5,4 %  | 7,5 %  | 10,3 % | 1,5 % | 1,7 % (P: 1,1 %)        |
| Norstat             | 28. November 2022  | 33,6 % | 17,0 % | 23,7 % | 7,0 %  | 5,4 %  | 10,6 % | 1,5 % | 1,2 % (P: 0,9 %)        |
| Norstat             | 21. November 2022  | 32,5 % | 18,1 % | 24,3 % | 8,7 %  | 5,9 %  | 8,4 %  | 1,2 % | 0,9 % (P: 0,3 %)        |
| Kantar Emor         | 17. November 2022  | 31%    | 15 %   | 22 %   | 6 %    | 8 %    | 14 %   | 3 %   | 1,0 % (P: 1,0 %)        |
| Norstat             | 8. November 2022   | 33,7 % | 16,8 % | 23,6 % | 5,9 %  | 7,9 %  | 9,1 %  | 1,1 % | 1,9 % (P: 0,7 %)        |
| Norstat             | 6. November 2022   | 33,5 % | 15,1 % | 25,7 % | 8,9 %  | 5,2 %  | 8,4 %  | 1,3 % | 1,9 % (P: 1,1 %)        |
| Norstat             | 3. November 2022   | 31,0 % | 14,9 % | 28,0 % | 7,0 %  | 6,9 %  | 9,0 %  | 1,0 % | 2,2 % (P: 1,0 %)        |
| Norstat             | 26. Oktober 2022   | 34,2 % | 15,3 % | 26,3 % | 6,8 %  | 6,2 %  | 8,6 %  | 0,5 % | 2,1 % (P: 0,8 %)        |
| Kantar Emor         | 21. Oktober 2022   | 28%    | 14 %   | 25 %   | 7 %    | 8 %    | 14 %   | 2 %   | 2 % (P: 1 %)            |
| Norstat             | 19. Oktober 2022   | 32,2 % | 11,6 % | 28,8 % | 8,9 %  | 6,4 %  | 9,0 %  | 1,7 % | 1,4 % (P: 0,3 %)        |
| Norstat             | 12. Oktober 2022   | 32,2 % | 13,9 % | 27,0 % | 6,2 %  | 7,7 %  | 9,1 %  | 1,7 % | 2,2 %                   |
| Norstat             | 5. Oktober 2022    | 33,5 % | 11,9 % | 27,8 % | 8,3 %  | 5,5 %  | 9,4 %  | 1,4 % | 2,2 % (P: 0,7 %)        |
| Norstat             | 2. Oktober 2022    | 28,3 % | 19,6 % | 27,4 % | 5,9 %  | 6,3 %  | 8,7 %  | 1,5 % | 2,3 % (P: 0,6 %)        |
| Kantar Emor         | 23. September 2022 | 29 %   | 14 %   | 23 %   | 8 %    | 11 %   | 11 %   | 3 %   | 2 % (P: 1 %; TULE: 1 %) |
| Norstat             | 21. September 2022 | 30,5 % | 16,7 % | 27,7 % | 6,0 %  | 6,5 %  | 9,3 %  | —     | 3,3 % (TULE: 1,2 %)     |
| Norstat             | 15. September 2022 | 30,4 % | 15,4 % | 24,7 % | 8,4 %  | 8,3 %  | 8,1 %  | —     | 4,7 % (TULE: 1,7 %)     |
| Norstat             | 7. September 2022  | 31,1 % | 13,6 % | 22,9 % | 8,1 %  | 9,3 %  | 11,1 % | 2,1 % | 1,8 %                   |
| Norstat             | 31. August 2022    | 32,0 % | 16,0 % | 24,9 % | 7,5 %  | 6,5 %  | 9,6 %  | 1,5 % | 2,0 %                   |
| Norstat             | 24. August 2022    | 35,1 % | 15,2 % | 20,1 % | 9,9 %  | 7,4 %  | 9,0 %  | 2,2 % | 1,1 %                   |
| Kantar Emor         | 24. August 2022    | 31 %   | 16 %   | 18 %   | 7 %    | 11 %   | 13 %   | 2 %   | 2 %                     |
| Norstat             | 17. August 2022    | 31,8 % | 19,2 % | 23,2 % | 7,2 %  | 8,0 %  | 7,7 %  | 1,0 % | 1,9 %                   |
| Norstat             | 10. August 2022    | 35,5 % | 14,5 % | 19,1 % | 7,6 %  | 11,0 % | 9,9 %  | 1,1 % | 1,3 %                   |
| Norstat             | 3. August 2022     | 35,5 % | 16,6 % | 21,8 % | 9,0 %  | 8,5 %  | 6,7 %  | 1,7 % | 0,2 %                   |
| Norstat             | 28. Juli 2022      | 32,8 % | 16,3 % | 21,0 % | 8,1 %  | 9,2 %  | 10,4 % | 1,7 % | 0,5 %                   |
| Kantar Emor         | 25. Juli 2022      | 30 %   | 15 %   | 18 %   | 11 %   | 9 %    | 13 %   | 3 %   | 1 %                     |
| Norstat             | 20. Juli 2022      | 33,9 % | 18,0 % | 16,8 % | 10,7 % | 8,8 %  | 8,3 %  | 1,7 % | 1,8 %                   |
| Norstat             | 13. Juli 2022      | 32,4 % | 16,9 % | 18,5 % | 9,8 %  | 8,1 %  | 11,5 % | 1,8 % | 1,0 %                   |
| Norstat             | 07..2022           | 32,5 % | 17,9 % | 21,1 % | 8,0 %  | 7,6 %  | 10,5 % | 1,6 % | 0,8 %                   |
| Norstat             | 22. Juni 2022      | 34,1 % | 16,0 % | 22,6 % | 7,6 %  | 5,8 %  | 9,9 %  | 2,1 % | 1,9 %                   |
| Kantar Emor         | 16. Juni 2022      | 32 %   | 15 %   | 18 %   | 9 %    | 8 %    | 15 %   | 3 %   | 0 %                     |
| Norstat             | 16. Juni 2022      | 35,0 % | 16,6 % | 21,3 % | 8,4 %  | 6,5 %  | 9,1 %  | 1,8 % | 1,3 %                   |
| Norstat             | 8. Juni 2022       | 33,5 % | 20,5 % | 20,8 % | 6,8 %  | 5,8 %  | 10,4 % | 2,0 % | 0,2 %                   |
| Norstat             | 1. Juni 2022       | 34,7 % | 16,7 % | 19,4 % | 6,4 %  | 7,0 %  | 13,7 % | 0,7 % | 1,4 %                   |
| Kantar Emor         | 26. Mai 2022       | 33 %   | 16 %   | 17 %   | 7 %    | 7 %    | 17 %   | 3 %   | 0 %                     |
| Norstat             | 25. Mai 2022       | 35,4 % | 17,2 % | 18,5 % | 6,8 %  | 6,1 %  | 12,3 % | 2,1 % | 1,6 %                   |
| Norstat             | 18. Mai 2022       | 33,3 % | 14,7 % | 20,6 % | 7,5 %  | 8,0 %  | 12,9 % | 2,1 % | 0,9 %                   |
| Norstat             | 11. Mai 2022       | 35,9 % | 16,5 % | 19,0 % | 5,0 %  | 7,6 %  | 13,0 % | 2,1 % | 0,9 %                   |
| Parlamentswahl 2019 | 03..2019           | 28,9 % | 23,1 % | 17,8 % | 11,4 % | 9,8 %  | 4,4 %  | 1,8 % | 2,8 %                   |

## Ergebnis

Sitze nach Wahlkreisen

Die Gewinnerinnen der Wahl waren die Reformpartei der Ministerpräsidentin Kaja Kallas sowie die liberale E200, der es erstmals gelang, die 5%-Hürde zu überwinden und ins Parlament einzuziehen. Die größte Verliererin war die Zentrumspartei, die mehr als ein Drittel ihrer Sitze verlor. Ebenfalls verloren hatten die christlich-konservative Isamaa und die rechtsnationalistische Eesti Konservatiivne Rahvaerakond. Die Sozialdemokraten verloren leicht an Wähleranteil und büßten einen Sitz ein. Die linke, als prorussisch geltende Eestimaa Ühendatud Vasakpartei sowie die rechte Parempoolsed gewannen jeweils etwa 2,3 %, scheiterten aber an der 5%-Hürde.
| Partei                            | Partei                                     | Stimmen | Stimmen | Stimmen | Sitze  | Sitze |
| Partei                            | Partei                                     | Anzahl  | %       | +/−     | Anzahl | +/−   |
| --------------------------------- | ------------------------------------------ | ------- | ------- | ------- | ------ | ----- |
|                                   | Estnische Reformpartei (RE)                | 190.632 | 31,2    | +2,3    | 37     | +3    |
|                                   | Estnische Konservative Volkspartei (EKRE)  | 97.966  | 16,1    | −1,7    | 17     | −2    |
|                                   | Estnische Zentrumspartei (K)               | 93.254  | 15,3    | −7,8    | 16     | −10   |
|                                   | Estland 200 (E200)                         | 81.329  | 13,3    | +8,9    | 14     | +14   |
|                                   | Sozialdemokratische Partei (SDE)           | 56.584  | 9,3     | −0,5    | 9      | −1    |
|                                   | Vaterland (I)                              | 50.118  | 8,2     | −3,2    | 8      | −4    |
|                                   | Estländische Vereinigte Linkspartei (EÜVP) | 14.605  | 2,4     | +2,3    | —      | —     |
|                                   | Die Rechten (P)                            | 14.037  | 2,3     | Neu     | —      | —     |
|                                   | Unabhängige Kandidaten                     | 5888    | 1,0     | +0,7    | —      | —     |
|                                   | Grüne Estlands (EER)                       | 5886    | 1,0     | −0,8    | —      | —     |
| Gesamt                            | Gesamt                                     | 610.299 | 100,0   | —       | 101    | —     |
| Gültige Stimmen                   | Gültige Stimmen                            | 610.299 | 99,4    | +0,1    |        |       |
| Ungültige Stimmen                 | Ungültige Stimmen                          | 3502    | 0,6     | −0,1    |        |       |
| Wahlbeteiligung                   | Wahlbeteiligung                            | 613.801 | 63,5    | −0,2    |        |       |
| Nichtwähler                       | Nichtwähler                                | 352.328 | 36,5    | +0,2    |        |       |
| Wahlberechtigte                   | Wahlberechtigte                            | 966.129 |         |         |        |       |
| Quelle: Staatliche Wahlkommission |                                            |         |         |         |        |       |

## Regierungsbildung
Fünf Wochen nach der Parlamentswahl wurde am 8. April 2023 ein neues Regierungsbündnis aus Reformpartei, Eesti 200 und Sozialdemokraten gebildet, das im Parlament 60 der 101 Sitze einnimmt. Die Reformpartei erhält im künftig 13-köpfigen Kabinett K. Kallas III sieben Posten, darunter die Leitung des Verteidigungs- und des Finanzministeriums. Im Koalitionsvertrag vorgesehen sind unter anderem eine Erhöhung der Mehrwert- und der Einkommensteuer sowie die Neueinführung einer Kfz-Steuer. Geplant sind außerdem die Gleichstellung der gleichgeschlechtlichen Ehe, Klimareformen und eine engere Kooperation mit den baltischen und nordischen Nachbarstaaten.